# 포털 알고리즘 투명화법
포털 알고리즘 투명화법은 2021년 5월 4일 더불어민주당 김남국 의원의 대표발의한 신문법 개정안이다. 이 개정안의 골자는 대한민국 정부가 네이버 뉴스, 다음 뉴스의 기사 배열에 관여한다는 내용이다.
김남국 의원 등 발의안 측은 네이버와 다음의 기사 배열 기준이 보수 성향 언론에게 유리하게 되어 있다며, 많은 사용자들이 사용하는 포털 사이트의 뉴스 배열 정책은 영업비밀로 가려져 있어 공개를 해야 한다고 주장한다.

## 내용
네이버와 다음이 보수 언론등 특정 성향의 언론의 기사를 우선 노출시키는 식으로 네이버와 다음의 기사 배열 기준이 정치적으로 중립적이지 않다. 따라서 대한민국 문화체육관광부 산하 뉴스포털이용자위원회를 설치해 인터넷뉴스서비스사업자의 기사 배열 정책을 검토해 정책이 중립적이지 않다면 시정한다.